# Kvadratiska reciprocitetssatsen
Den kvadratiska reciprocitetssatsen, förmodad av Euler och Legendre och först bevisad av Gauss, kopplar samman lösbarheten av två relaterade kvadratiska kongruenser inom modulär aritmetik. Satsen, som av Gauss benämndes Theorema Aureum, det gyllene teoremet, gör det möjligt att bestämma lösbarheten för alla kvadratiska kongruenser inom modulär aritmetik.
Antag att p och q är två olika udda primtal. Om åtminstone en av dem är kongruent 1 modulo 4 så har kongruensen
{\displaystyle x^{2}\equiv p\ ({\rm {mod}}\ q)}
en lösning x om och endast om kongruensen
{\displaystyle y^{2}\equiv q\ ({\rm {mod}}\ p)}
har en lösning y. (De två lösningarna är i allmänhet olika.) Om å andra sidan båda primtalen är kongruenta 3 modulo 4 så har kongruensen
{\displaystyle x^{2}\equiv p\ ({\rm {mod}}\ q)}
en lösning x om och endast om kongruensen
{\displaystyle y^{2}\equiv q\ ({\rm {mod}}\ p)}
saknar lösning.
En alternativ formulering av satsen kan skrivas:
Antingen är båda ekvationerna ovan lösbara eller ingen av dem, såvida inte både p och q är av typen 4n + 3, för i så fall är antingen den ena eller den andra ekvationen lösbar.
Om man använder Legendresymbolen {\displaystyle \left({\frac {p}{q}}\right)}, så kan detta sammanfattas som
{\displaystyle \left({\frac {p}{q}}\right)\cdot \left({\frac {q}{p}}\right)=(-1)^{{\frac {p-1}{2}}{\frac {q-1}{2}}}.}
Lemmermeyer samlade år 2000 i en bok 196 olika publicerade bevis för den kvadratiska reciprocitetssatsen. Per 2018 finns nästan 250 olika bevis framlagda för denna sats. 
Det finns en kubisk reciprocitetsats och andra högre reciprocetetssatser.